# Åbo läns infanteriregemente
Åbo läns infanteriregemente var ett infanteriförband inom svenska armén som verkade i olika former åren cirka 1623–1809. Förbandet var från 1694 indelt och rekryterade i huvudsak sitt manskap från Åbo län och södra Satakunda, Finland.

## Historia
Det första i Finland organiserade truppförbandet var storregementet Finska regementet, som bildades 1613 och tio år senare uppdelades på tre fältregementen, av vilka ett fick namnet Åbo läns infanteriregemente. I 1634 års regeringsform fastställdes den svenska regementetsindelningen, där det angavs att armén skulle bestå av 28 regementen till häst och fot, med fördelningen av åtta till häst och 20 till fot. De indelta och roterande regementena namngavs efter län eller landskap, medan de värvade regementena uppkallades efter sin chef. Regeringsformen angav Åbo läns infanteriregemente som det tredje i ordningen. Dock blev det ett nummer som aldrig användes, annat än för att ange regementets plats, enligt den då gällande rangordning.
År 1694 blev regementet indelt i Åbo län och södra Satakunda. År 1699 skeppades två kompanier till Riga och 1700 anslöt resterande delar av regementet för att där utgöra garnisonsförband. År 1708 anslöts regementets ena bataljon till Adam Ludwig Lewenhaupts kår, vilken var på väg för att ansluta sig till den svenska huvudarmén utanför Starodub i västra Ryssland. Under denna marsch deltog bataljonen i slaget vid Lesna. Efter slaget underställdes återstoden av bataljonen Österbottens regemente och kom under sommaren 1709 att delta i slaget vid Poltava. Bataljonen upplöstes dock den 1 juli 1709 genom kapitulationen vid Perevolotjna, då den föll i rysk fångenskap. Regementets andra bataljon som kvarstod i Riga gick i rysk fångenskap i samband med belägringen av Riga, där den svenska garnisonen kapitulerade den 4 juli 1710. 
Samma år, det vill säga 1710, återuppsattes regementet på nytt och kom att tillhöra den svenska armén som var stationerad i Finland. År 1718 ingick regementet i general Armfeldts avdelning i Karl XII:s andra norska fälttåg, där Armfeldts i augusti 1718 gick in med 7.500 man i Norge över Jämtland. År 1791 upplöstes Livdragonregementet, dess två bataljoner delades upp på Björneborgs läns infanteriregemente och Åbo läns infanteriregemente. Till Åbo läns infanteriregemente införlivades livbataljonen (södra bataljonen), vilken kom att bilda regementets tredje lätta infanteribataljon eller rusthållsbataljon. Under det finska kriget var regementet formerat på tre bataljoner, där en del av regementet utgjorde en del av besättningen på Sveaborg under dess belägring och kapitulation. Övriga delar av regementet kom senare att upplösas genom Hans Henrik Gripenbergs kapitulation till Ryssland i Kalix den 23 mars 1809.

## Bilder

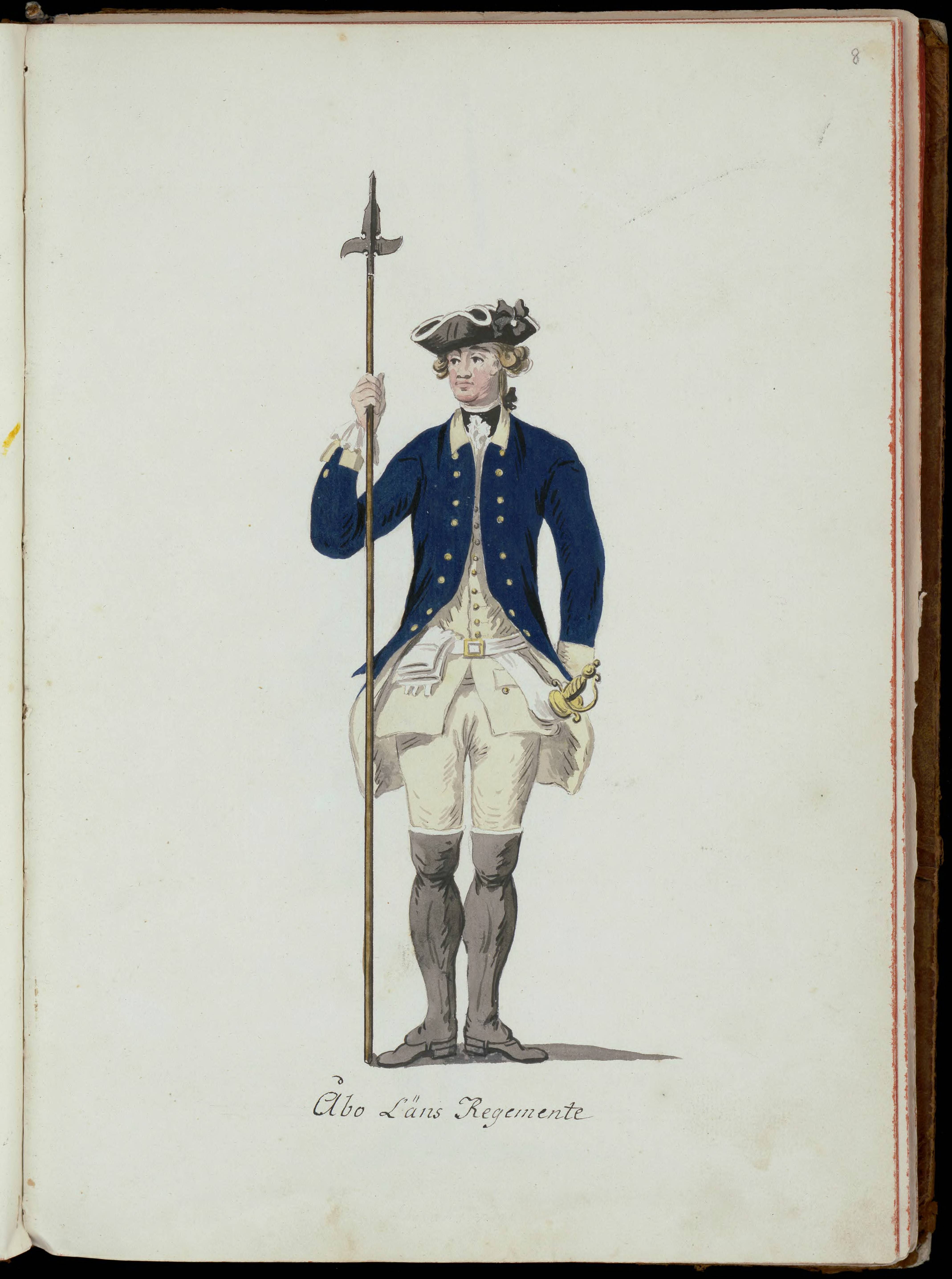
Uniform m/1765
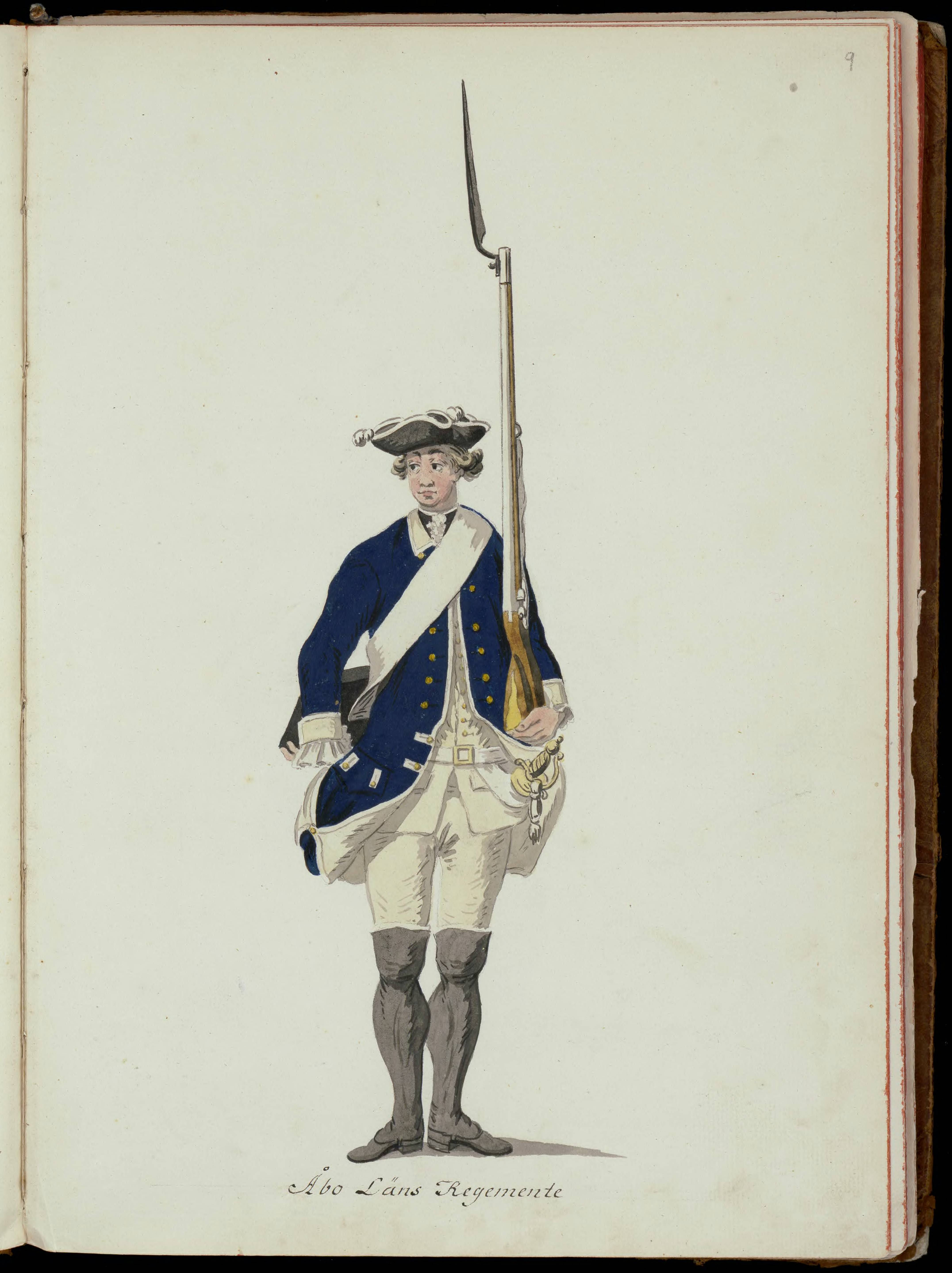
Uniform m/1765
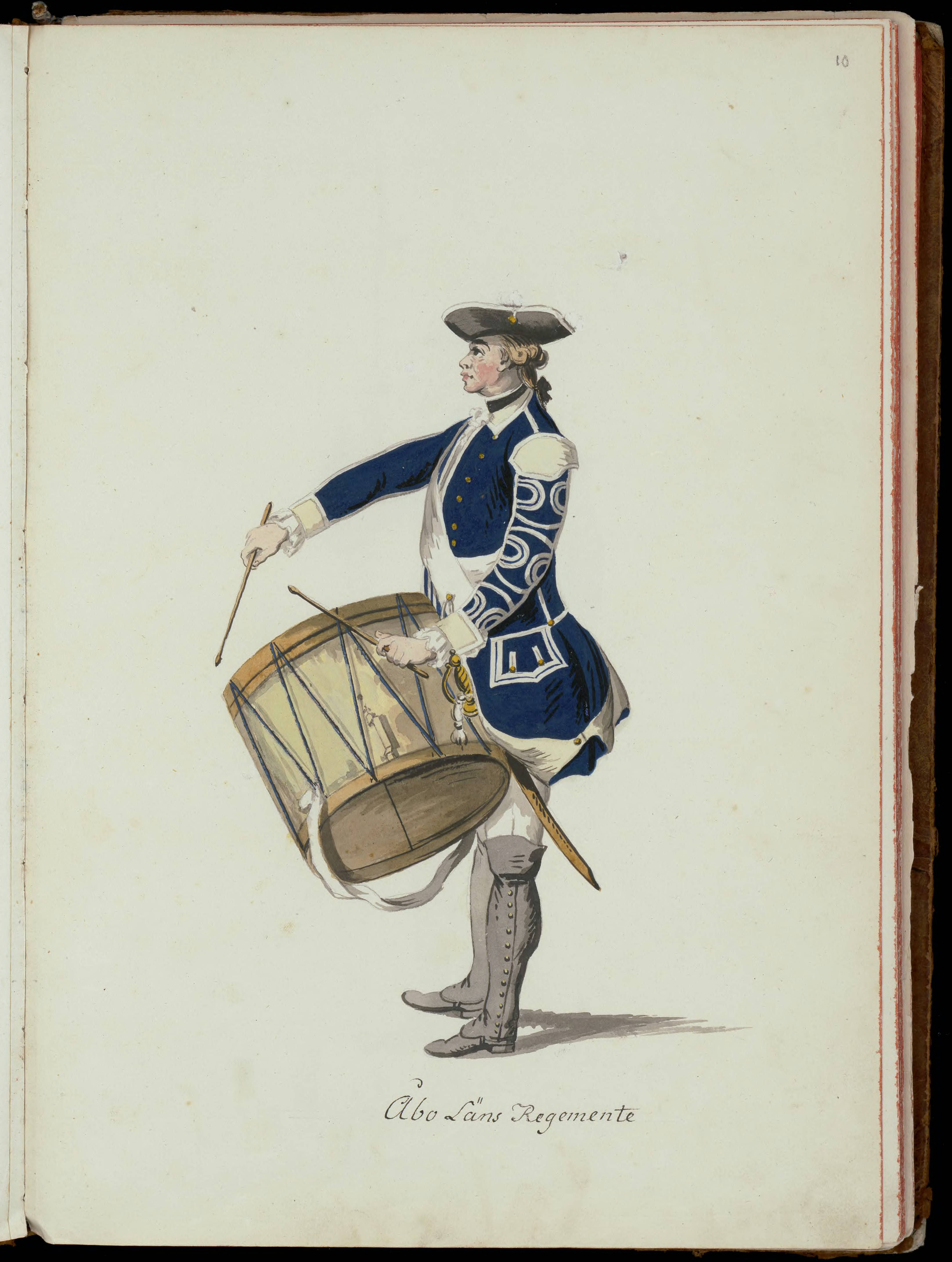
Uniform m/1765
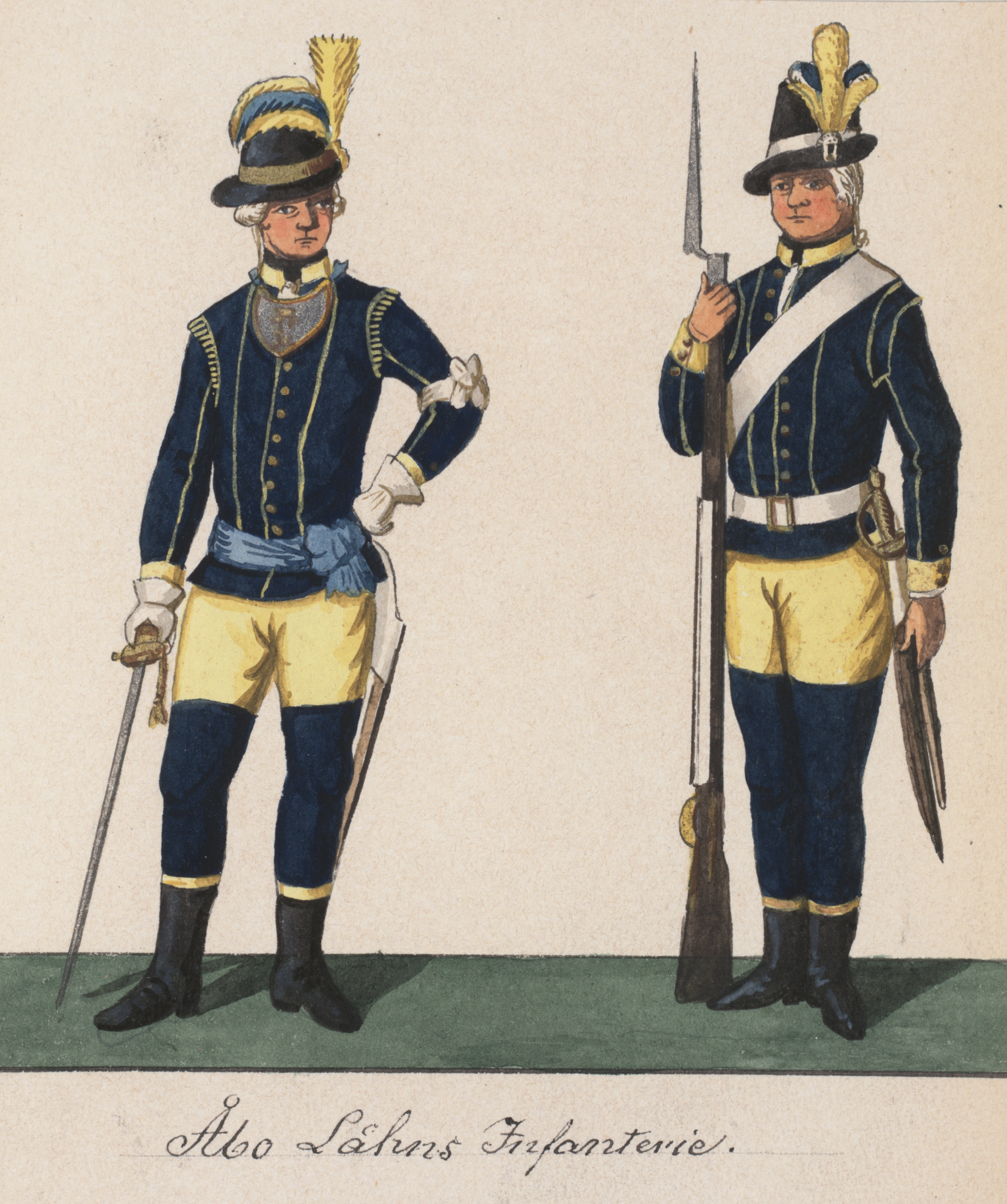
Regementets uniform m/1779. Carl Gustaf Roos.
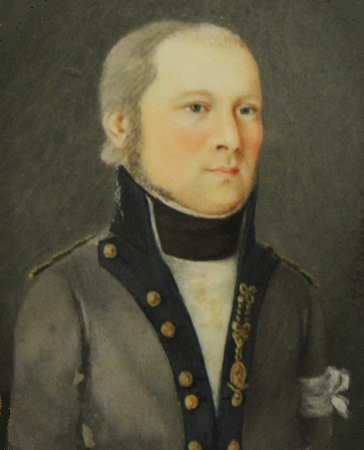
Gustaf Adolf Finckenberg iklädd regementets uniform m/1792 troligen för en löjtnant. Han bär Svensksundsmedaljen på bröstet. Porträtt av okänd konstnär.

## Ingående enheter
1. Livkompaniet
2. Överstelöjtnantens kompani
3. Majorens kompani
4. Nykyrko kompani
5. Letala kompani
6. Loimijoki kompani
7. Nousis kompani
8. Bjärnå kompani

## Förbandschefer
Nedan anges regementscheferna åren 1625–1809. Chefsbostället var Kustö-Gård i Pykie. 

- 1625–1629: Christoffer Asserson
- 1629–1633: Antony Jörgenreich
- 1633–1636: Jakob Scott
- 1636–1643: Anders Koskull[vem?]
- 1655-1657: Patrik Ogilwie
- 1658–1660: Henrik Sasse
- 1660–1664: Per Sparre[vem?]
- 1664–1674: Fabian von Fersen
- 1675–1679: Hans von Fersen
- 1679–1695: Hans Henrik Rehbinder
- 1695–1709: Rembert von Funcken
- 1710–1722: Christer Horn
- 1712–1713: Otto Reinhold Yxkull t.f.
- 1713–1716: Reinhold Wilhelm von Essen t.f.
- 1718–1718: Otto Ernst Taube t.f.
- 1722–1734: Berndt Otto Stackelberg
- 1734–1743: Carl Anders Sinclair
- 1745–1749: Ernst Gustaf von Willebrand
- 1749–1776: Berndt Otto Stackelberg
- 1776–1781: Berndt Johan Hastfer
- 1781–1790: Johan Henrik Hästesko
- 1790–1796: Niklas Didrik von Essen (släkten af Zellie) (generallöjtnant)
- 1796–1809: August Fredrik Palmfelt

## Namn, beteckning och förläggningsort
| Åbo läns infanteriregemente | 1623-??-?? | – | 1710-07-04 |
| Åbo läns infanteriregemente | 1710-??-?? | – | 1809-03-23 |

| Kustö-Gård i Pykie (C)   | ???-??-??  | – | ???-??-??  |
| Kuppis malm nära Åbo (F) | 1623-??-?? | – | 1700-??-?? |
| Riga (F)                 | 1699-??-?? | – | 1710-07-04 |
| Sveaborg (F)             | ????-??-?? | – | 1808-05-03 |
| Kuppis malm nära Åbo (F) | 1710-??-?? | – | 180?-??-?? |